# 武の井酒造
武の井酒造（たけのいしゅぞう）は、山梨県北杜市高根町にある蔵元。日本酒『武の井』『青煌（）』を手掛ける。

## 概要
日本名水百選に数えらえる八ヶ岳の「三分一湧水」の水で酒造りを行っている。
1865年に初代となる清水武左衛門が三分一湧水の井戸に惚れて創業した。

## 青煌
青煌（せいこう）は、武の井酒造が作る純米酒、純米吟醸酒の銘柄名。普通酒は製造されていない。ブランド名は「青」＝八ヶ岳の澄んだ空と清涼な水、「煌」＝きらめく光を表す造語である。

### 青煌の概要
全品に花酵母を使用し、洗米から仕込み、貯蔵といった酒造りの工程をほぼ杜氏1人で行っているのが特徴である。

### 青煌の誕生経緯
2005年の日本では、日本酒の人気が低迷し、需要も激減していた。そんな中でも「吟醸酒」や「純米酒」といった特定名称酒は微増していた。当時の武の井酒造では普通酒しか造っていなかったが、後に杜氏となる清水紘一郎は、このままでは武の井酒造の未来は無いと叔父でもある会長に特定名称酒の醸造を進言した。会長からは「醸造から販売まで紘一郎が一人でやるなら」という条件がありながらも、許可が出た。紘一郎は、酵母と米を厳選し、洗米から麹造り、仕込みに搾りといった醸造工程から、ラベル貼り、販路開拓まで行った。水の青さときらめく酒をイメージし「青煌」と名付けられた銘柄は、2007年に4石（一升瓶400本）から始まり、2020年には25倍の100石にまで増産される。

## 製造
仕込み水には八ヶ岳南麓（標高約1,000 m）の伏流水（硬度約20 mg/L）を使用している。1本あたり約500 kg規模の小仕込みを基本とし、年間製造量は約90石である。酛は速醸もとが主体だが、一部で生酛（きもと）仕込みも行う。上槽には槽（ふね）しぼりを用い、出荷形態は無濾過生原酒または瓶燗急冷による一回火入れが中心である。酵母は協会1801号を基軸に蔵付き酵母を併用する。

## 受賞歴
- 2015年 - 「ワイングラスでおいしい日本酒アワード」メイン部門 金賞（純米吟醸 山田錦55）[7]
- 2021年 - 「インターナショナル・ワイン・チャレンジ」SAKE部門 純米吟醸の部 銀メダル（純米吟醸 美山錦55 無濾過生）[8]

### 青煌の主なラインナップ
（2010年時点）
- 青煌 純米吟醸 雄町 つるばら酵母仕込み[2]
- 青煌 純米酒 美山錦 つるばら酵母仕込み[2]
- 青煌 純米酒 五百万石 つるばら酵母仕込み[2]
- 青煌 純米吟醸 袋吊り 雄町 つるばら酵母仕込み[2]